# Clyde Cook

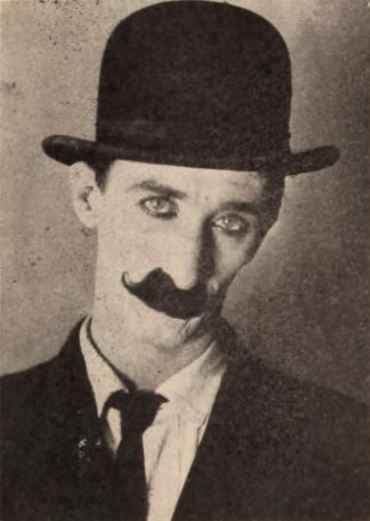
Cook im Kostüm …

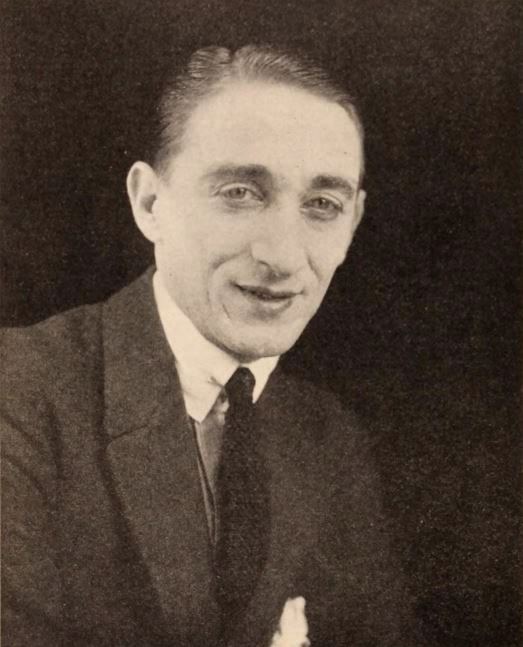
… und ohne Kostüm (beide Fotos um 1920)

Clyde Wilford Cook (* 16. Dezember 1891 in Port Macquarie, New South Wales; † 13. August 1984 in Carpinteria, Kalifornien, USA) war ein australischer Schauspieler, Komiker, Filmregisseur und Autor.

## Leben und Karriere
Clyde Cook wurde 1891 als Sohn eines Lokomotivführers in Australien geboren. Bereits mit sechs Jahren stand er erstmals auf der Bühne. Seine besonders elastischen Bewegungen brachten ihm die Spitznamen Rubber Comedian („Gummi-Komiker“) und Kangaroo Boy („Känguru-Junge“) ein. Cook tourte unter anderem mit der Theatertruppe von J. C. Williamson durch Australien, ebenfalls war er bei den Folies Bergère in Paris sowie bei den Ziegfeld Follies am Broadway in New York City zu sehen. Zwischenzeitlich diente Cook auch für die Royal Navy im Ersten Weltkrieg. Durch seine Auftritte am New Yorker Hippodrome wurde Cook gegen Ende der 1910er-Jahre zum Star-Komiker. Hier wurde er von Agenten der Fox Film Corporation entdeckt, die ihn nach Hollywood verpflichteten.
Sein Filmdebüt machte Clyde Cook 1919 mit einer kleinen Rolle in Soldiers of Fortune. In den 1920ern avancierte er zum Hauptdarsteller vieler Kurzfilm-Komödien, wobei seine akrobatischen Bewegungen sowie der markante Schnauzbart auch auf der Leinwand zu seinem Markenzeichen wurden. Obwohl er als amüsant galt, mangelte es Cook an einer überzeugenden Leinwandfigur, weshalb er nie in die erste Riege der Stummfilm-Komiker aufsteigen konnte. 1925 arbeitete er regelmäßig für den Komödienproduzenten Hal Roach, wo Cook den Höhepunkt seiner Karriere erreichte. In der Kurzfilm-Komödie Wandering Papas spielte er 1926 unter Regie von Stan Laurel einen trotteligen Koch, während Oliver Hardy in einer Nebenrolle Cooks strengen Vorarbeiter verkörperte. Er spielte auch das Comic Relief in mehreren abendfüllenden Spielfilmen bei Warner Brothers, unter anderem neben William Demarest und Louise Fazenda.
Als Ende der 1920er-Jahre der Tonfilm den Stummfilm ablöste, gelang Cook der Wechsel zunächst sehr gut. Er spielte substanzielle Nebenrollen in Spielfilmen wie Josef von Sternbergs Die Docks von New York (1928), der Shakespeare-Verfilmung Der Widerspenstigen Zähmung (1929) und dem Kriminalfilm Start in die Dämmerung (1930).  Zwischen 1932 und 1933 gehörte Cook zu den Hauptdarstellern von Hal Roachs Filmreihe „Taxi Boys“. Ab Ende der 1930er-Jahre wurden seine Filmauftritte zunehmend kleiner, da Stummfilm-Komiker wie er nicht mehr recht gefragt waren. In einigen Filmen wie Der Herr der sieben Meere (1940), wo er einen komischen Piraten neben Errol Flynn spielte, oder dem Drama Mutterherz (1946) erhielt er aber noch einigermaßen nennenswerte Rollen. Abschied von der Leinwand nahm Cook 1963 mit einer kleinen Nebenrolle als australischer Offizier im John-Wayne-Film Die Hafenkneipe von Tahiti.
Insgesamt spielte Cook in rund 140 Filmen; zudem hatte er sich zwischen 1924 und 1934 bei vier Kurzfilmen auch als Regisseur versucht. Für seine Filmarbeit wurde er mit einem Stern auf dem Hollywood Walk of Fame geehrt. Clyde Cook, der zweimal verheiratet war und ein Kind hatte, starb 1984 in Kalifornien im Alter von 92 Jahren.

## Filmografie (Auswahl)
- 1919: Soldiers of Fortune
- 1921: All Wrong (Kurzfilm)
- 1921: The Chauffeur (Kurzfilm)
- 1922: The Eskimo (Kurzfilm)
- 1923: Wet and Weary (Kurzfilm)
- 1924: The Misfit (Kurzfilm)
- 1924: Der Mann, der die Ohrfeigen bekam (He Who Gets Slapped)
- 1924: Der Ehe ewiges Einerlei (So This Is Marriage?)
- 1925: Should Sailors Marry? (Kurzfilm)
- 1926: Wandering Papas (Kurzfilm)
- 1926: Entfesselte Elemente (The Winning of Barbara Worth)
- 1926: Miss Nobody
- 1927: Kampf um Liebe (White Gold)
- 1927: Stacheldraht (Barbed Wire)
- 1927: Good Time Charley
- 1928: Domestic Troubles
- 1928: Die Docks von New York (The Docks of New York)
- 1929: Der Widerspenstigen Zähmung (The Taming of the Shrew)
- 1929: Die Weibergeschichten des Captain Lash (Captain Lash)
- 1929: Masquerade
- 1930: Start in die Dämmerung (The Dawn Patrol)
- 1930: Sunny
- 1931: Stout Hearts and Willing Hands
- 1932: What Price Taxi (Kurzfilm)
- 1933: West of Singapore
- 1933: Oliver Twist
- 1935: Der Verräter (The Informer)
- 1935: San Francisco im Goldfieber (Barbary Coast)
- 1937: Rekrut Willie Winkie (Wee Willie Winkie)
- 1937: Schiffbruch der Seelen (Souls at Sea)
- 1937: 100 Mann und ein Mädchen (One Hundred Men and a Girl)
- 1937: Another Dawn
- 1938: Mr. Moto und der Kronleuchter (Mysterious Mr. Moto)
- 1939: Die kleine Prinzessin (The Little Princess)
- 1940: Der Herr der sieben Meere (The Sea Hawk)
- 1940: Dance, Girl, Dance
- 1941: Das Geheimnis der drei Schwestern (Ladies in Retirement)
- 1941: Verdacht (Suspicion)
- 1941: Sergeant York
- 1942: Klondike Fury
- 1942: This Above All
- 1944: The White Cliffs of Dover
- 1946: Hier irrte Scotland Yard (The Verdict)
- 1947: So You Want to Be in Pictures (Cameo-Auftritt)
- 1946: Mutterherz (To Each His Own)
- 1946: Hier irrte Scotland Yard (The Verdict)
- 1949: Schwert in der Wüste (Sword in the Desert)
- 1950: So ein Pechvogel (When Willie Comes Marching Home)
- 1951: The Pride of Maryland
- 1953: Abbott und Costello gegen Dr. Jekyll und Mr. Hyde (Abbott and Costello Meet Dr. Jekyll and Mr. Hyde)
- 1963: Die Hafenkneipe von Tahiti (Donovan's Reef)